# Voodoo Glow Skulls
I Voodoo Glow Skulls sono una band ska punk formatasi a Riverside, in California, nel 1988. I suoi membri iniziarono la loro carriera suonando alle feste come sconosciuta band giovanile, ma in seguito, raggiunto il successo, arrivarono a condividere il palco con band quali gli Angry Samoans, i Mighty Mighty Bosstones, i FIREHOSE, i Murphy's Law e i The Dickies.

## Storia del gruppo

### Gli inizi

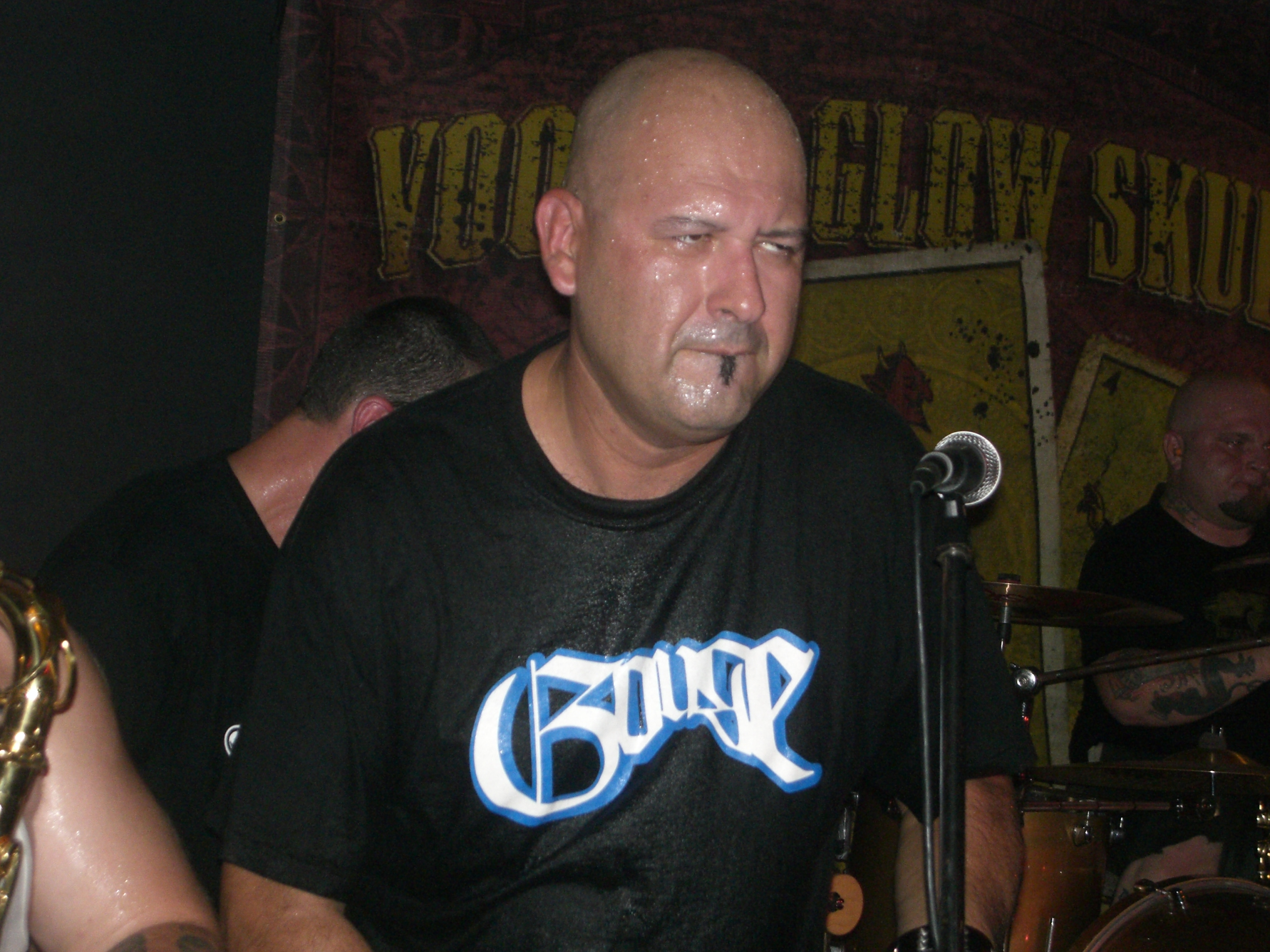
Il cantante Frank Casillas

La band ebbe origine dai fratelli Frank, Eddie e Jorge Casillias e dal loro vecchio amico Jerry O'Neill. I Voodoo Glow Skulls suonarono per due anni in un piccolo spazio, creando un proprio stile che univa una buona tecnica, una velocità definita "demoniaca" e un senso dell'umorismo spesso ai limiti del demenziale. 
Qualche tempo più tardi, un giovane sassofonista di nome Joey Hernandez si interessò a loro ed entrò nella band, collaborando alla creazione dello stile che avrebbe definito i VGS. In seguito si aggiunsero anche Joe McNally alla tromba e Brodie Johnson al trombone. Nel 1991 l'etichetta Signal Sound Systems Records li scoprì e richiese loro un demo per valutare l'opportunità di una futura collaborazione. L'operazione andò a buon fine e il primo lavoro della band, il singolo Rasta Mis Huevos, uscì per la stessa etichetta nel 1991. Nel 1992 la band pubblicherà sempre con la SSS Records il suo primo 12" intitolato We're Coloring Fun. La notorietà dei Voodoo Glow Skulls crebbe al punto da permettere loro di supportare come gruppo spalla band del calibro di The Offspring, No Doubt, Reverend Horton Heat, e 311.

### Il successo
I Voodoo Glow Skulls registrarono nel 1993 per la Dr. Strange Records il loro album di debutto, Who Is? This Is?, che arrivò a vendere 200 000 copie. La band firmò in seguito un contratto per la Epitaph Records e pubblicò quattro ulteriori album che vendettero complessivamente oltre 750 000 copie in tutto il mondo. I Voodoo Glow Skulls iniziarono così ben presto ad essere corteggiati dalla radio e da MTV. Il loro momento di massima notorietà fu raggiunto nel 1998 in coincidenza della loro partecipazione al Warped Tour. I loro ultimi album furono pubblicati per la Victory Records.
La band ha annunciato nel 2010 l'abbandono del batterista Jerry O'Neill, sostituito da Chris Dalley dei Death by Stereo. Nel giugno 2017, nel bel mezzo di un tour americano, il frontman della band, Frank Casillas, decide improvvisamente di ritirarsi dal gruppo e viene sostituito dal cantante degli stessi Death by Stereo, Efrem Schulz.
Nel settembre 2024 Efrem Schulz annuncia sulla propria pagina Instagram di non essere più parte della band e il 30 settembre Eddie e George Casillas comunicano che Frank è tornato nei Vodoo Glow Skulls e che il 5 ottobre sarà sul palco del Regent Theater a Los Angeles con loro.

## La lingua dei testi

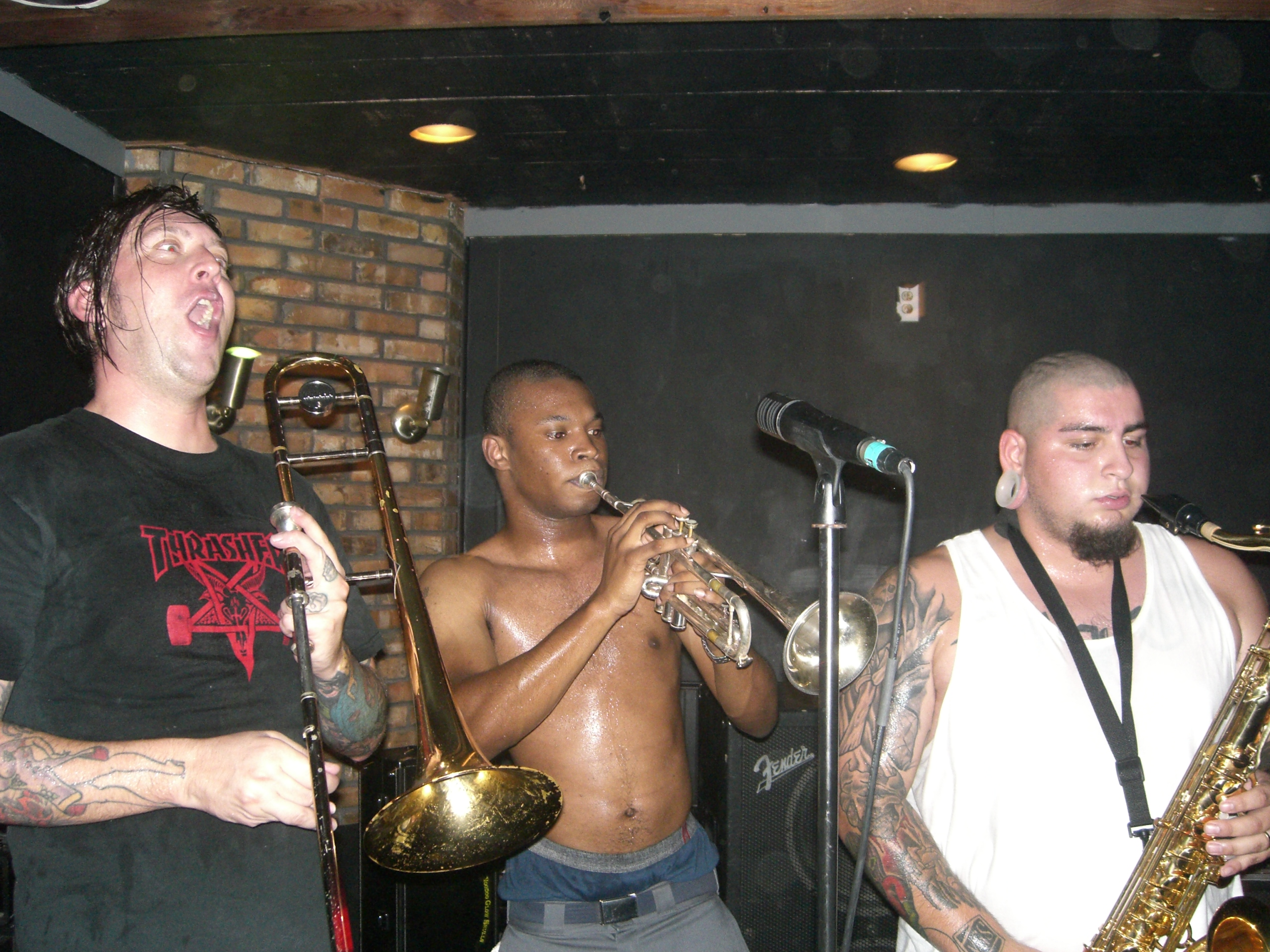
I fiatisti in concerto.

La band compone i propri testi tanto in inglese quanto in spagnolo. L'album Firme è disponibile in entrambe le lingue. Hanno inoltre riunito nella compilation Exitos Al Cabron tutti i loro brani cantati in spagnolo.

## Formazione

### Formazione attuale
- Frank Casillas  - voce
- Eddie Casillas - chitarra
- Jorge Casillas - basso
- Chris Dalley - batteria
- Eric Fazzini - sassofono
- Ruben Durazo - trombone

### Ex componenti
- Efrem Schulz - voce
- Jerry O'Neill - batteria
- Joey Hernandez - sassofono
- Joe McNally - tromba
- Brodie Johnson - trombone

## Discografia

### Album di studio
- 1992 - Coloring Fun (Signal Sound Systems Records)
- 1993 - Who Is, This Is? (Dr. Strange Records)
- 1995 - Firme (Epitaph)
- 1996 - Firme en Español (versione in spagnolo)
- 1997 - Baile de Los Locos
- 1998 - The Band Geek Mafia
- 2000 - Symbolic
- 2002 - Steady As She Goes
- 2004 - Adicción, Tradición, Revolución
- 2007 - Southern California Street Music
- 2012 - Break the Spell
- Livin' the Apocalypse – 2021 Dr. Strange Records

### Raccolte
- 1992 - The Potty Training Years (Signal Sound Systems Records)
- 1992 - Welcome to Calif*cknia (Signal Sound Systems Records)
- 1999 - Exitos Al Cabron

### Apparizioni in compilation
- 1996 - Skaters Have More Fun, Vol. 1
- 1999 - A Compilation of Warped Music II
- 2009 - Warped Tour 2009 Tour Compilation